# Кроуфорд, Берта
Берта Мэй Кроуфорд (англ. Bertha May Crawford) — канадская оперная певица первой трети XX века, сопрано. Приобрела известность в Российской империи и суверенной Польше.
Родилась в 1886 году в семье Джона Кроуфорда в Элмвейле, примерно в 140 км от Торонто. В юности брала уроки оперного пения в Торонто у Эдварда Шуха, продолжила учёбу в Лондоне и Милане. На оперной сцене дебютировала в 1913 году в Венеции в роли Джильды («Риголетто»), после чего некоторое время продолжала выступать в провинциальных оперных театрах Италии. В этот период взяла себе сценический псевдоним Берта ди Джованни (итализировав имя отца).
Первого значительного успеха добилась в январе 1914 года в Варшаве. После этого с успехом выступала в крупных городах Российской империи: в Петрограде в 1915, в Москве в 1916 и в Гельсингфорсе в 1917 году. В 1919—1934 годах продолжала жить и выступать в Варшаве. Обладая высоким лирическим сопрано, составила себе имя исполнением партий Джильды, Розины («Севильский цирюльник») и Виолетты («Травиата»). В этот период жизни отказалась от псевдонима «ди Джованни», снова выступая как Берта Кроуфорд.
Близко познакомившись в 1912 году в Лондоне со вдо́вой польской аристократкой Зофией Слубицкой, впоследствии проживала вместе с ней в Варшаве (по предположению биографа Кроуфорд Джейн Купер, в бостонском браке). В начале 1930-х годов между подругами произошёл разрыв, и Кроуфорд вернулась в Канаду. В Северной Америке ей, однако, не удалось возобновить оперную карьеру в полном объёме: она выступала главным образом в концертах, известна только одна полулюбительская постановка «Риголетто» с её участием, осуществлённая в Вашингтоне. Разрыв со Слубицкой и Великая депрессия оставили певицу почти без средств к существованию. Она умерла от пневмонии в Торонто в 1937 году в возрасте 50 лет.